# Zwirbelturm
Der Zwirbelturm ist eine Kunstflugfigur, die nicht im Aresti-Katalog enthalten ist. Die 1974 vom Schweizer Kunstflieger Eric Müller erfundene Schau-Figur wird bei Wettbewerben nicht gezeigt und von anderen Piloten nur selten geflogen.

## Beschreibung
Ein Zwirbelturm läuft folgendermaßen ab: Zuerst wird das Flugzeug aus dem normalen Horizontalflug in eine senkrechte Aufwärtslinie gezogen. Dann folgt eine gesteuerte Rolle, woran eine gestoßene angefügt wird. Das Flugzeug wird nun frei drehen gelassen, so dass es gewissermaßen „aufwärts trudelt“, bis die Vorwärtsenergie aufgebraucht ist. Auf dem höchsten Punkt dreht das Flugzeug in Horizontallage noch etwa eine Umdrehung praktisch im Stillstand um die Hochachse, bevor es wieder nach unten zu fallen beginnt. Dieses stationäre Drehen ist der eigentliche Höhepunkt der Figur sowohl für die Zuschauer als auch für den Piloten. Daran schließen sich mehrere Umdrehungen Flachtrudeln an, bevor die Figur wieder in den Horizontalflug ausgeleitet wird. Die Figur ist dann perfekt, wenn sich die Längsneigung des Flugzeugs während der Aufwärtsbewegung sukzessive verringert und genau im höchsten Punkt die Horizontallage erreicht wird. Dies wird durch die wohldosierte Zurücknahme des Leistungshebels erreicht.
Um eine lange Aufwärtslinie zu erreichen, muss die Eingangsgeschwindigkeit sehr hoch gewählt werden. Die Figur ist in vereinfachter Form auch mit Segelflugzeugen machbar, dann wird aber auf die erste gesteuerte Rolle verzichtet und direkt eine gestoßene eingeleitet, da die Energie sonst nicht für eine befriedigende Ausführung reicht. Auch so reicht die Energie höchstens für etwa zwei Umdrehungen, bevor das Flugzeug wieder nach unten fällt.
Den Namen Zwirbelturm wählte Eric Müller, der im Hauptberuf Architekt war, da die Figur an einen Turm mit spiralförmig gedrehtem (gezwirbeltem) Dach erinnert, der in der Architektur ebenfalls Zwirbelturm genannt wird.
Ergänzung: Das Fliegen der Figur ist in der Literatur – auch im obigen Text – unterschiedlich beschrieben. Mit dem Acrostar wird die Figur mit Hochziehen aus etwa 250 km/h begonnen. Nach der vertikalen Rolle rechts geht der Knüppel zügig nach rechts vorn, und erst wenn das Flugzeug flach wird kommt der Fuß links (Seitenruder) dazu. Alles mit Vollgas, bis das Flugzeug horizontal steht und in dieser Stellung nach links dreht. Jetzt das Gas zurücknehmen und entscheiden, ob mit einem Flachtrudeln oder einem normalen Trudeln weitergemacht wird. Müller zeigte das mit Flachtrudeln, die Figur dann entsprechend hoch geflogen. Für Vorführungen ist Normaltrudeln 2 bis 3 Umdrehungen besser im Griff zu halten und kann tiefer angesetzt werden.